# Гиллиам, Сет
Сет Ги́ллиам (англ. Seth Gilliam; род. 5 ноября 1968, Нью-Йорк, Нью-Йорк) — американский актёр. Наиболее известен по ролям Эллиса Карвера в «Прослушке», Клэйтона Хьюза в «Тюрьме Оз», доктора Алана Дитона в «Волчонке» и священника Гэбриела Стоукса в «Ходячих мертвецах».

## Биография
Гиллиам окончил Перчейз-колледж в 1990 году.
Актёрская карьера Гиллиама начинается в 1990 году и длится до сих пор; он играл в оскароносных фильмах, в том числе «Всё ещё Элис». Он также появился в титрах фильмов «Звёздный десант» (1997) в роли рядового Шугара Уоткинса и «Мужество в бою» (1996) в роли сержанта Стивена Альтамейера. У Гиллиама были второстепенные роли в телесериалах, среди которых седьмой сезон «Шоу Косби», в котором он исполнил роль Аарона Декстера, парня персонажа Эрики Александер и «Волчонок». Здесь он предстал как доктор Алан Дитон. Его самым значительным появлением на телевидении стала роль в культовом сериале «Прослушка». В 2008 году он привлёк внимание критикой того, что шоу обошли в номинациях на «Эмми» несмотря на признание критиков. У Гиллиама также большое количество гостевых ролей в телешоу, среди которых «C.S.I.: Место преступления Майами», «Сестра Джеки», «Молокососы», «В поле зрения» и «Хорошая жена». Кроме того, он исполнил роль Клэйтона Хьюза в «Тюрьме Оз».
Гиллиам также играл в театре. Он исполнил роль Эдуарда V в 1993 году в постановке «Ричарда III» и главную партию в постановках «Отелло» Commonwealth Shakespeare Company в 2010 и 2011 годах на Houston Shakespeare Festival; режиссёром выступила его жена Ли К. Гардинер. Кроме того он сыграл Марка Антония в постановке «Антония и Клеопатры» на Houston Shakespeare Festival, где режиссёром также была его жена. Гиллиам отметил, что он предпочитает играть на сцене, однако он также любит работать в кино или на телевидении.
В мае 2014 года Гиллиам получил роль священника Гэбриела Стоукса в пятом сезоне «Ходячих мертвецах» от AMC. Считая Чада Коулмэна и Лоренса Гиллиарда-младшего, он стал третьим актёром из «Прослушки», который присоединился к шоу.
Также появился на больших экранах в 2018 году в картине «Серебряное озеро», где сыграл мужчину, по имени Джефф.